# Пустиња
Пустиња је подручје (биом) које услед велике оскудице влаге има слабо развијену вегетацију. Иако су пустиње најпознатије по одржавању веома мало живота, оне у ствари пружају уточиште многим живим бићима која обично остају сакривена (посебно током дневног светла) како би сачувала влагу. Приближно једну трећину Земљиног копна чине пустиње.
Пустињски крајолици имају заједничка обележја. Пустињско тло је често састављено већином од песка, а у таквим пустињама постоје пешчане дине. Изглед стеновитог терена је типичан и одражава минималан развој тла и разасутост вегетације. Најнижи делови земље могу бити равнице покривене сољу. Еолски процес (деловање ветра) је главни фактор у обликовању пустињских крајолика.
Пустиње понекад садрже вредна лежишта минерала која су се обликовала у аридној околини или су била изложена ерозији. Будући да су пустиње сува подручја, оне су идеална места за очување фосила и људских рукотворина.
У Кепеновој класификацији климе пустиње су означене са (BW).

## Врсте пустиња
Већина класификација пустиња темељи се на комбинацији броја кишовитих дана, укупне количине годишњих падавина, температуре, влажности или осталих фактора. Певерил Мигс је 1953. године поделио пустињска подручја на Земљи у три категорије према количини примљених падавина. У том сада широко прихваћеном саставу екстремно аридне земље имају најмање 12 узастопних месеци без падавина, аридне земље имају мање од 250 милиметара годишње, а полуаридне земље имају средњу годишњу количину падавина између 250 и 500 милиметара. Аридне и екстремно аридне земље чине пустиње, док се полуаридни травњаци уопштено односе на степе.
Ипак, сама аридност не може омогућити поуздан опис шта је то пустиња. На пример, Финикс у Аризони прими мање од 250 милиметара падавина годишње, па се одмах види да је смештен у пустињи. Џорџ Брукс на Аљасци такође прими мање од 250 милиметара падавина годишње, али се ипак не препознаје као пустињско подручје.
Разлика лежи у нечему названом „потенцијална евапотранспирација“, тако да би једноставна дефиниција пустиње била: место где је количина испарења већа од количине падавина.
Постоје различити облици пустиња. Хладне пустиње могу бити покривене снегом; таква места не примају много падавина, а оно што падне остаје смрзнуто у снежном покривачу; такве се пустиње обично односе на подручја прекривена тундром ако постоји кратко раздобље с температурама изнад смрзавања, или на ледену капу ако температура остаје испод тачке смрзавања током целе године, остављајући тако земљу готово потпуно беживотном.
Већина неполарних пустиња су врућа подручја због малих количина воде. Вода има расхлађујући или барем ублажавајући учинак у околинама где је има у изобиљу. У неким деловима света пустиње су настале ефектом кишне сене, у којој ваздушне масе губе већину своје влаге док се крећу преко планинског ланца. Остала су подручја аридна због великих удаљености од најближих доступних извора влаге (у неким деловима у унутрашњости континената на умереним ширинама, посебно у Азији).
Пустиње се такође сврставају по свом географском положају и преовладавајућем временском поднебљу на:
- Пустиње пасатних ветрова
- Пустиње умереног појаса
- Пустиње кишне сене
- Приобалне пустиње
- Монсунске пустиње
- Планинске пустиње
- Поларне пустиње

Некадашње пустиње које се данас налазе у неаридним околинама називају се палеопустиње, док се екстратерестричке пустиње налазе на другим планетама.

### Класификација пустиња
У морфогенетској класификацији пустиња, према типу подлоге, издвајају се следеће:
- камените пустиње
- песковите пустиње
- глиновите пустиње
- шљунковите пустиње

### Пустиње пасатних ветрова
Пустиње пасатних ветрова или пустиње суптропских ширина налазе се у два појаса с обе стране екватора. У том подручју дувају пасати који се загреју док се крећу од према екватору. Ти суви ветрови распршују облачни покривач допуштајући све већој количини сунчевог светла да загреје земљу. Већина главних светских пустиња лежи управо у подручјима које прелазе пасати. Највећа и најтоплија (57° C) пустиња на свету, Сахара у северној Африци, типична је пустиња пасатних ветрова.

### Пустиње умерених ширина
Пустиње умерених ширина се налазе између 30° и 50° с.г.ш и ј.г.ш. у смеру полова суптропских подручја вишег притиска ваздуха. Те су пустиње у унутрашњим развођима далеко од океана па имају широк распон годишњих температура. Сонорска пустиња на југозападу Северне Америке је типична пустиња умерених ширина. Пустиња Тенгер у Кини је још један пример.

### Пустиње кишне сене
Пустиње кишне сене настају због високих планинских ланаца који спречавају влагом богате облаке да досегну подручја у заветрини или заштићену страну планинског ланца. Док се ваздух диже уз планину, вода се из облака нагло обори па ваздух губи свој садржај влаге. Пустиња настаје у заветринској „сени“ планинског ланца. Примери таквих пустиња су Јудејска пустиња у Израелу и Палестини, Велика завала на западу Сједињених Држава и део долине Антелопе у пустињи Мохаве, познатој и под именом Висока пустиња, на југу Калифорније.

### Обалске пустиње
Обалске пустиње су уопштено смештене на западним крајевима континената. Оне су под утицајем хладних морских струја које се крећу паралелно уз обалу. Будући да пасати преовладавају у системима локалних ветрова, те су пустиње мање стабилне од осталих пустиња. Зимске магле, које настају због хладних морских струја, често прекрију обалске пустиње спречавајући сунчево зрачење. Обалске су пустиње релативно комплексне јер су под утицајем терестријалних, океанских и атмосферских система. Једна од обалских пустиња, Атакама у Јужној Америци, најсувља је пустиња на Земљи. У Атаками се ретко може измерити 1 милиметар или више падавина једном у сваких 5-20 година. Остале обалске пустиње чине Сечура у Јужној Америци, пустиња Баја Калифорнија у Северној Америци, Атлантска обалска пустиња и Намиб у Африци.
Српасте су дине уобичајене у обалским пустињама као што је Намиб с превладавајућим копненим ветровима.

### Монсунске пустиње
Реч монсун, потиче из арапске речи за годишње доба, а означава систем ветрова с израженом периодичном променом смера. Монсуни настају као последица температурне разлике између континената и океана. Југоисточни пасати у Индијском океану, на пример, стварају тешке летње кише у Индији док се крећу према обали. Док монсун прелази Индију, губи влагу на источним обронцима горја Аравали. Пустиња Тар (Велика индијска пустиња) и пустиња Чолистан у Пакистану су делови монсунске пустиње која се налази западно од тог ланца.

### Планинске пустиње
Планинске су пустиње аридна места на великим висинама. Најистакнутији пример се налази северно од Хималаја, у деловима кунлунских планина и Тибетанске висоравни. Многа се места у том подручју налазе на висинама које прелазе 3.000 m па им термални режим може бити хемибореалан или чак бореалан. Таква места своју огромну аридност (просечна годишња количина падавина је често мања од 40 mm) дугују великој удаљености од најближих доступних извора влаге.

### Поларне пустиње
Поларне пустиње су простори с годишњом количином падавина мањом од 250 милиметара те средњом температуром најтоплијег месеца мањом од 10° C. Поларне пустиње на Земљи покривају скоро 5 милиона km² и већином су равнице с каменом или шљунчаном подлогом. У тим пустињама истакнута обилежја нису пешчане него снежне дине које се обично јављају у подручјима где су падавине локално обилније. Температурне разлике у поларним пустињама често прелазе тачку смрзавања воде. Те „смрзавајуће-отапајуће“ алтернације обликују моделоване текстуре на тлу величине и до 5 m у пречнику.
Суве долине на Антарктику биле су без леда хиљадама година.

### Екстратерестријалне пустиње
Марс је једина планета на којој су пронађена ветром обликована (еолска) обилежја. Иако је атмосферски притисак на површини Марса једнак једној стотини Земљиног, глобална циркулација на Марсу је обликовала циркумполарно пешчано море површине више од пет милиона km² што одговара подручју већем од Руб ел Халија у Саудијској Арабији, највећем пешчаном мору на нашој планети. Марсовска пешчана мора се углавном састоје од српастих дина на равницама у близини вечне ледене капе на северном поларном подручју.
Дефинишући пустињу само недостатком падавина радије него такође захтевати и еолска обиљежја, сврстава суштински сва позната екстратерестријална тела као таква. Једино познато тело за које се сматра да има велику могућност падавина је Титан, Сатурнов месец. Он нема текућу воду већ уместо ње је могуће да има језера текућег метана и угљоводоника.

## Пустињска обележја
Песак покрива само око 20 процената Земљиних пустиња. Већина песка се налази у пешчаним покривачима и пешчаним морима.
Скоро 100% пустињских површина су равнице где је еолска дефлација изложила слободан шљунак који се састоји од малих облутака с повременим крупнијим шљунком.
Преостале површине аридних земаља су састављене од изложених избијања камене подлоге, пустињских тала и флувијалних таложења које укључују алувијалне наносе, слане пустиње, пустињска језера и оазе. Избијања камене подлоге се обично јављају као малене планине окружене пространим ерозијским равнима.

### Тла
Тла обликована у аридним поднебљима су претежно минерална (класификована као аридисоли) с малим органским садржајем попут соли. Узастопна акумулација воде у неким врстама тла узрокује стварање различитих сланих слојева. Калцијум карбонат који се таложи отапањем, може повезати песак и шљунак у тврде слојеве назване „калцрет“ који обликују слојеве дебеле и до 50 метара.
Калише је слој црвенкасто-смеђе до беле боје који се налази у многим врстама пустињског тла. Калише се обично појављује у облику груда или као превлака на минералним зрнима обликованим сложеним међусобним деловањем воде и угљеник-диоксида ког ослобађа корење биљака или распадајући органски материјал.

### Живи свет
Пустињске биљке су ксерофите, односно адаптиране су на сушно, аридно станиште или заслањено земљиште. Неке биљке похрањују воду у својим листовима, корењу и стаблима (Aloe, Crassula). Друге пустињске биљке имају дугачке цевасте коренове које продире кроз водену плочу, учвршћује тло и контролише ерозију. Корење акације достиже дужину до 15 m, а жбунаста врста Atriplex halimus има корен који достиже 21 m. Корење других врста је такође дугачко и разгранато, али веома плитко како би брзо упило воду након кише, а може да достигне дужину и до једног километра. Стабљике и листови неких биљака смањују брзину пешчаних ветрова те штите тло од ерозије.
За пустиње је типично да имају биљни покривач који је разасут и веома различит. Међутим и поред негостољубивих услова, пустиње могу имати веома богату флору. Сонорска пустиња на америчком југозападу има најсложенију пустињску вегетацију на Земљи. Велики сагуаро кактуси пружају уточиште за пустињске птице те имају улогу пустињских „стабала“. Кактуси могу расти све до 15 m, а неке врсте клијају чак и у сувом песку.
Кактуси, који представљају групу биљака прилагођену управо оваквим условима живота, имају ваљкаст или лоптаст облик што смањује површину испаравања. Неки од њих, попут родова Erlocactus, Astrophytum и Lobivia имају бодље уместо лишћа, што осим што доприноси смањеној транспирацији, такође штити и од биљоједа. Међутим, кактуси нису једине биљке у пустињи. Присутне су и породице Crassulaceae, Stapeliaceae, Liliaceae и Aizoaceae чији пустињски представници имају сличан облик тела као и кактуси, али им је лишће сочно, сукулентно или ситно љуспасто. Хладне пустиње као преовлађујућу вегетацију имају траве и грмље.
У пустињи се разликују више типова биљака. Ефемероиде имају кратак вегетативни циклус који траје онолико колико траје и испаравање воде након кише. Вишегодишње и дуговечне су прилагођене животу у сушним условима, значи и када воде нема. Неке од дуговечних биљака подносе дуготрајну дехидрацију. Старо лишће се осуши и опадне, али младо наставља да расте чим падне киша, иако је пре тога било смежурано и мрко. Једногодишње имају подземне органе снабдевене резервним супстанцама које ће дати пупољак у време кише. Све ове биљке су тако прилагођене да су или отпорне према суши или је избегавају. Углавном то раде тако што се размножавају семеном које се одликује чак дугогодишњом клијавошћу. Калифорнијски лоптасти кактус веома брзо цвета и семе му сазрева током месеци када је суша највећа. Семе остаје у земљи у стању мировања. Проклијаће када падне киша. Код других врста, тек део семена проклија након кише, док је за већину неопходно да се овлаже више пута како би проклијали. Код Aloe надземни делови увену, али кртоле, односно подземни органи и даље живе.
Од животиња треба поменути инсекте, који су чести становници пустиња и важан део ланца исхране. Такозвани медоносни мрави у својим растегљивим трбусима сакупљају и чувају мед који ће помоћи осталим члановима колоније да опстану у време суше. Мравињаке граде испод земље, где су температурна колебања мања. Велики број инсеката је активан ноћу. Дневне врсте имају дугачке ноге које одижу од тла када се песак веома загреје. Инсекти који лете ће одлетети у вегетацију како би се заштитили. Већина врста преко тегумента има воштану превлаку непропусну за кисеоник, угљен-диоксид и воду. На тај начин су заштићени од исушивања. У већини пустиња најчешћи су тврдокрилци из породице Tenebrionidae. У случају опасности укопавају се у песак. Од других зглавкара, честе су шкорпије које се хране пауцима, инсектима, па и другим шкорпијама и добро подносе високу температуру и солифуге које су сродне пауцима.
Од кичмењака, у пустињама се срећу представници свих пет класа, али су изгледа најбоље прилагођени гмизавци. Ипак, када и за њих температура постане превелика, избегавају директно излагање. Дању су више уочљиви гуштери, који ноћу склониште траже тамо где мање продире хладни ноћни ваздух. Постоје и такви, попут пругастог гекона који ноћу лови инсекте, а дању се крије испод камења. Ноћу су активне и змије, које су иначе у пустињама бројније од других гмизаваца. Пустињу такође насељава и пустињска корњача, чији је оклоп штити од дневне врелине, ноћне хладноће и грабљивица. У свом оклопу она има и два мехура са водом.

### Вода
Киша у пустињама пада повремено, док су олује у пустињи често силовите. У Сахари је измерено да је једном пало 44 милиметара кише у времену од 3 сата. Велике олује у Сахари могу донети 1 милиметар у минуту. Обично се суви речни токови, названи вади, могу брзо напунити након обилних киша, па настале бујице чине та корита опаснима.
Иако у пустињама падне мало кише, оне примају воду коју земља не може упити из једнодневних или краткотрајних корита која се пуне кишом и снегом с оближњих планина. Ти токови пуне корита густим блатним муљем те обично преносе поприличну количину седимента на дан или два. Иако се већина пустиња налази у увалама са затвореним или унутрашњим отицањем, кроз неколико пустиња пролазе 'егзотичне' реке које одводе властиту воду изван пустиње. Такве реке продиру кроз тла и испаравају огромне количине воде на свом проласку кроз пустиње, али ипак њихови токови задржавају свој континуитет. Реке Нил, Колорадо и Жута река јесу 'егзотичне' реке које теку кроз пустиње да доставе своје седименте до мора.
Језера настају тамо где има довољно кише или отопљене воде у унутрашњим сливовима. Пустињска језера су обично плитка, привремена и слана. С обзиром да су та језера плитка те имају малени нагиб дна, жестина ветра може узроковати да се језерске воде крећу преко много km². Када се језера осуше после њих остаје слана кора или хардпан. Равна површина састављена од глине, блата или песка обавијеног кором соли назива се сланиште.

## Минерална богатства
У аридним земљама се као последица утицаја климе јављају геолошки процеси који су обликовали, побољшали или сачували нека минерална лежишта. Подземна вода испире минералне руде и поновно их таложи у подручјима близу нивоа подземне воде. Тај процес испирања концентрише минерале у руду која се може ископавати.
Испаравање у аридним земљама повећава минералну акумулацију у пустињским језерима. Сланишта такође могу бити извори минералних лежишта насталих испаравањем. Испаравање воде у затвореним сливовима таложи минерале попут гипса, различитих соли (укључујући натријум нитрат и натријум хлорид) и бората. Минерали који се обликују у испаравајућим лежиштима зависе од састава и температуре сланих вода у време таложења.
Значајни извори испаравања јављају се у пустињама Великог басена у САД. Минерална лежишта су се прославила захваљујући „тимовима с 20 мула" који су некад од Долине смрти до железнице вукли вагоне натоварене бораксом из кога се добија бор. Укупна вредност хемикалија произведених из језера Сирлес прелази вредност од 1 милијарде америчких долара ($).
Пустиња Атакама у Јужној Америци јединствена је међу светским пустињама по свом великом изобиљу минералних соли. Од средине XIX века у Атаками се ископава натријум нитрат који служи за производњу експлозива и ђубрива. За време Првог светског рата ископано је скоро 3 милиона тона натријум нитрата.
Вредни минерали смештени у аридним земљама укључују бакар у Сједињеним Државама, Чилеу, Перуу и Ирану; гвожђе, олово и цинк у Аустралији; Хромит у Турској; злато, сребро и лежишта урана у Аустралији и Сједињеним Државама. Неметални минерални извори и стене као што су берилијум, тињац, литијум, глина, плавућац и троска такође се јављају у аридним подручјима. Натријум карбонат, сулфат, борат, нитрат, литијум, бром, јод, калцијум и једињења стронцијума се налазе у седиментима и сланим водама близу површине које су обликоване испаравањем унутрашњих водених површина, често за време недавних геолошких времена.
Састав реке Грин у Колораду, Вајомингу и Јути садржи лежишта у алувијалним наносима и испареним слаништима створених у огромном језеру чији се ниво мењао милионима година. Светски значајна лежишта троне, главног извора натријумових једињења и танких слојева нафтног шкриљца били су створени у аридној средини.
Нека од најбогатијих подручја нафтом на Земљи налазе се у аридним и семиаридним подручјима Африке и Блиског истока, иако су се нафтна поља прво развила у плитким морским водама. Недавна климатска промена сместила је те резерве у аридну околину.
Ипак се претпоставља да су остале нафтне резерве еолског постанка па се и данас налазе у влажним подручјима. Ротлигендс, резервоар угљоводоника у Северном мору, повезан је са важним лежиштима насталим испаравањем. Већина главних америчких извора угљоводоника вероватно долазе из еолских песака. Стари слојеви алувијалног наноса такође могу бити резервоари угљоводоника.

## Списак пустиња

### Европа
- Делиблатска пешчара
- Исландска висораван (плато)

### Америка
- Атакама у Чилеу
- Колорадо
- Пустиња Мохаве
- Велики басен
- Сонорска пустиња
- Чиваванска пустиња
- Долина смрти

### Африка
- Либијска пустиња
- Калахари
- Сахара
- Намиб

### Азија-Пацифик
- Дашт е Кавир (Велика слана пустиња), средишњи Иран
- Гоби у Монголији
- Каракум у средњој Азији
- Тар-Чолистан у Индији и Пакистану
- Кавир е Лут, јужни Иран
- Кизилкум - Казахстан и Узбекистан
- Негев - јужни Израел
- Јудејска пустиња - источни Израел и Палестина
- Пустиња Симсон, Велика пешчана пустиња, Стуртова камена пустиња, пустиња Танами, Велика Викторијина пустиња, Велика пустиња, Мала пустиња (све у Аустралији)
- Такла Макан - Кинеска аутономна покрајина Синкјанг
- Пустиња Рангипо - Нови Зеланд